# Welbar
Welbar er en meget sjælden hønserace, der stammer fra Storbritannien. Racen blev fremavlet i 1942 af hønseracerne Welsumer og Plymouth Rock.
Racen kan allerede fra klækningen adskilles i hane- og hønekyllinger pga. forskellige farver. Racen fandtes også i dværgform, og man forsøger at genskabe den.

## Farvevariationer
- Guld
- Sølv (uddød, men genskabelse forsøges)